# De eindafrekening 1986
De eindafrekening 1986 is de lijst van nummers die het tijdens het jaar 1986 het best hebben gedaan in de Afrekening, de wekelijkse lijst van Studio Brussel.
| Nummer | Artiest                        | Titel                     |
| ------ | ------------------------------ | ------------------------- |
| 1      | Madonna                        | Papa Don't Preach         |
| 2      | Peter Gabriel                  | Sledgehammer              |
| 3      | David Bowie                    | Absolute Beginners        |
| 4      | Simple Minds                   | Sanctify Yourself         |
| 5      | Talking Heads                  | Wild Wild Life            |
| 6      | Gary Numan                     | Are Friends Electric      |
| 7      | Bruce Hornsby & The Range      | The Way It Is             |
| 8      | The Pretenders                 | Don't Get Me Wrong        |
| 9      | Paul Simon                     | You Can Call Me Al        |
| 10     | The Smiths                     | Ask                       |
| 11     | Cyndi Lauper                   | True Colors               |
| 12     | Falco                          | Rock Me Amadeus           |
| 13     | The Smiths                     | Panic                     |
| 14     | The Waterboys                  | The Whole of the Moon     |
| 15     | Level 42                       | Lessons in Love           |
| 16     | The Smiths                     | Bigmouth strikes again    |
| 17     | David Bowie                    | Underground               |
| 18     | The Bangles                    | Walk Like an Egyptian     |
| 19     | Berlin                         | Take My Breath Away       |
| 20     | Cliff Richard & The Young Ones | Living doll               |
| 21     | Arno                           | Forget the Cold Sweat     |
| 22     | Chris de Burgh                 | Lady in Red               |
| 23     | Sam Cooke                      | Wonderful World           |
| 24     | Duran Duran                    | Notorious                 |
| 25     | Big Country                    | Look Away                 |
| 26     | Cock Robin                     | The Promise You Made      |
| 27     | Bob Geldof                     | This Is The World Calling |
| 28     | Madonna                        | True Blue                 |
| 29     | Peter Gabriel en Kate Bush     | Don't Give Up             |
| 30     | Madonna                        | Live To Tell              |

1985 · 1986 · 1987 · 1988 · 1989 · 1990 · 1991 · 1992 · 1993 · 1994 · 1995 · 1996 · 1997 · 1998 · 1999 · 2000 · 2001 · 2002 · 2003 · 2004 · 2005 · 2006 · 2007 · 2008 · 2009 · 2010 · 2011 · 2012 · 2013 · 2014